# Tersandro (Epígono)
En la mitología griega, Tersandro fue uno de los Epígonos que atacó la ciudad de Tebas en represalia por la muerte de sus padres: Tersandro era hijo de Polinices y Argea, y Polinices había sido uno de los siete contra Tebas.
Tersandro tal vez sobornó a Erífile con el manto de Harmonía para que ella enviara a su hijo Alcmeón a pelear junto a él. Su padre hizo lo mismo con el collar de Harmonía para convencerla de enviar a su esposo con los atacantes originales. El ataque de los Epígonos tuvo éxito, y Tersandro se convirtió en rey de Tebas. Tersandro intentó luchar a favor de los griegos durante la guerra de Troya, pero fue muerto por Télefo antes de que comenzara la guerra, mientras que los griegos habían parado por error en Misia. Fue sucedido por su hijo Tisámeno, cuya madre fue Demonasa.
Píndaro se refiere a Tersandro como acreedor de honor después de la muerte de Polinices y por preservar la casa de Adrasto para las futuras generaciones.
Existen ciertas referencias controvertidas en la Eneida de Virgilio que citan a Tersandro como uno de los guerreros que se escondieron en el caballo de Troya. Las mismas son potencialmente una paradoja literaria. Si efectivamente Tersandro fue asesinado por Télefo en su camino hacia las costas de Troya en Misia, no podría haber estado en el caballo de Troya 10 años más tarde. 
| Predecesor: Laodamante | Reyes de Tebas | Sucesor: Peneleo |